# Charles Melville Hays
Vous lisez un « bon article » labellisé en 2009.
Pour les articles homonymes, voir Hays.
Charles Melville Hays, né le 16 mai 1856 à Rock Island, dans l'État de l'Illinois et mort le 15 avril 1912  dans l'océan Atlantique, est un magnat du chemin de fer américain.
Il devient en 1896 président de la compagnie de chemin de fer du Grand Tronc, alors au bord du gouffre. Il participe à l'essor de sa compagnie avant de périr dans le naufrage du Titanic, alors qu'il rentre du Royaume-Uni avec son épouse et l'une de ses filles, qui survivent toutes deux. Son corps est repêché le mois suivant par le Minia, un navire envoyé sur les lieux pour repêcher les victimes, et enterré en grande pompe.

## Biographie

### Jeunesse et début de carrière

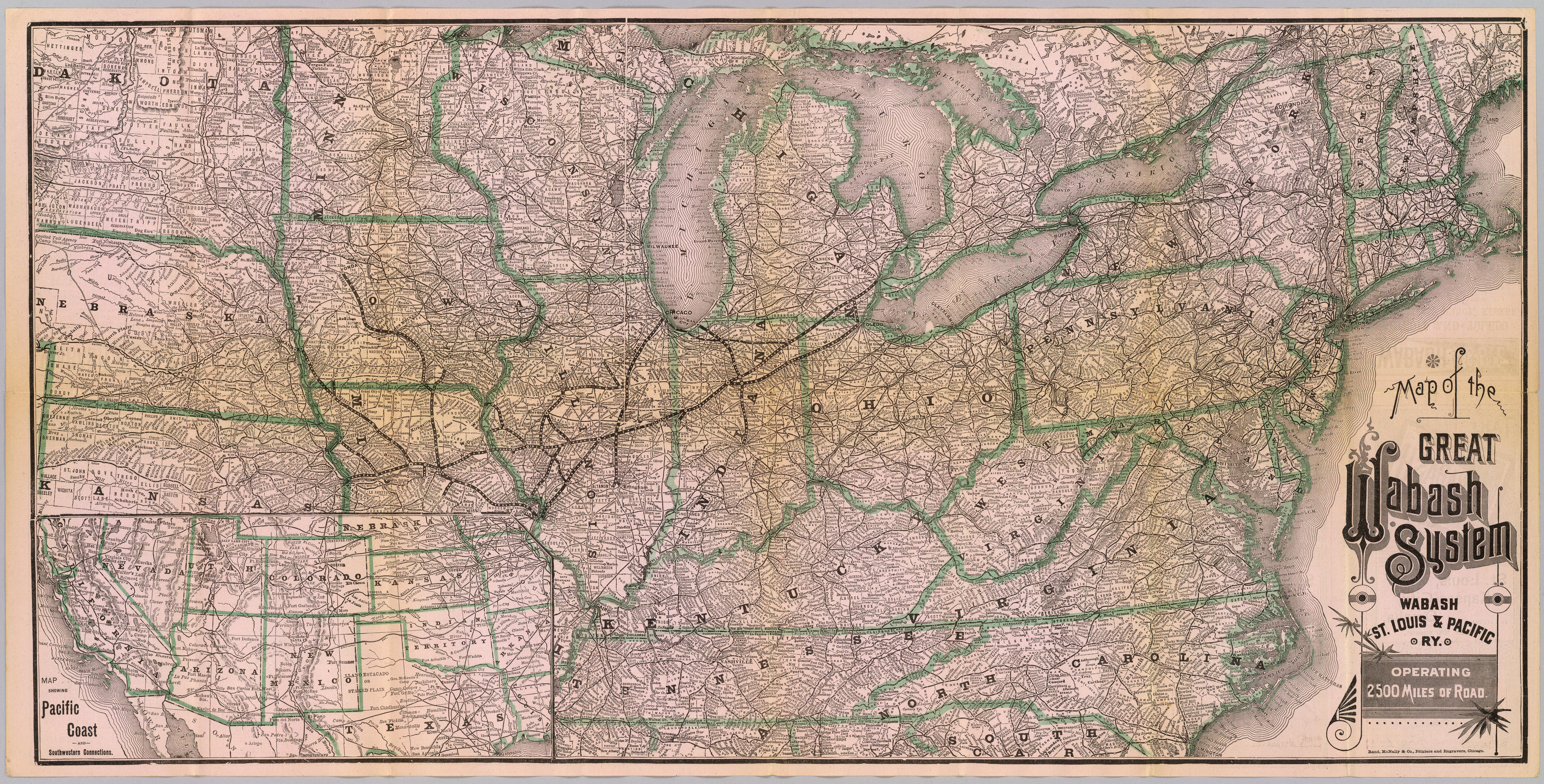
Carte du réseau de la Wabash deux ans après l'arrivée de Hays dans la compagnie.

Charles Melville Hays naît le 16 mai 1856 à Rock Island dans l'Illinois. Après des études à Saint Joseph, dans le Missouri, il s'engage à l'âge de 17 ans au service de l'Atlantic and Pacific Railway. Se montrant performant et intelligent, il rejoint cinq ans plus tard la Missouri Pacific Railroad et devient le secrétaire du directeur de la compagnie. En 1881, il épouse Clara Jennings Gregg dont il a quatre enfants. En 1884, il prend la même fonction dans la Wabash, St Louis and Pacific Railroad. Il devient ensuite, trois ans plus tard, directeur général de la Wabash Western Railroad, et deux ans plus tard, de la Wabash Railroad.

### Le Grand Tronc

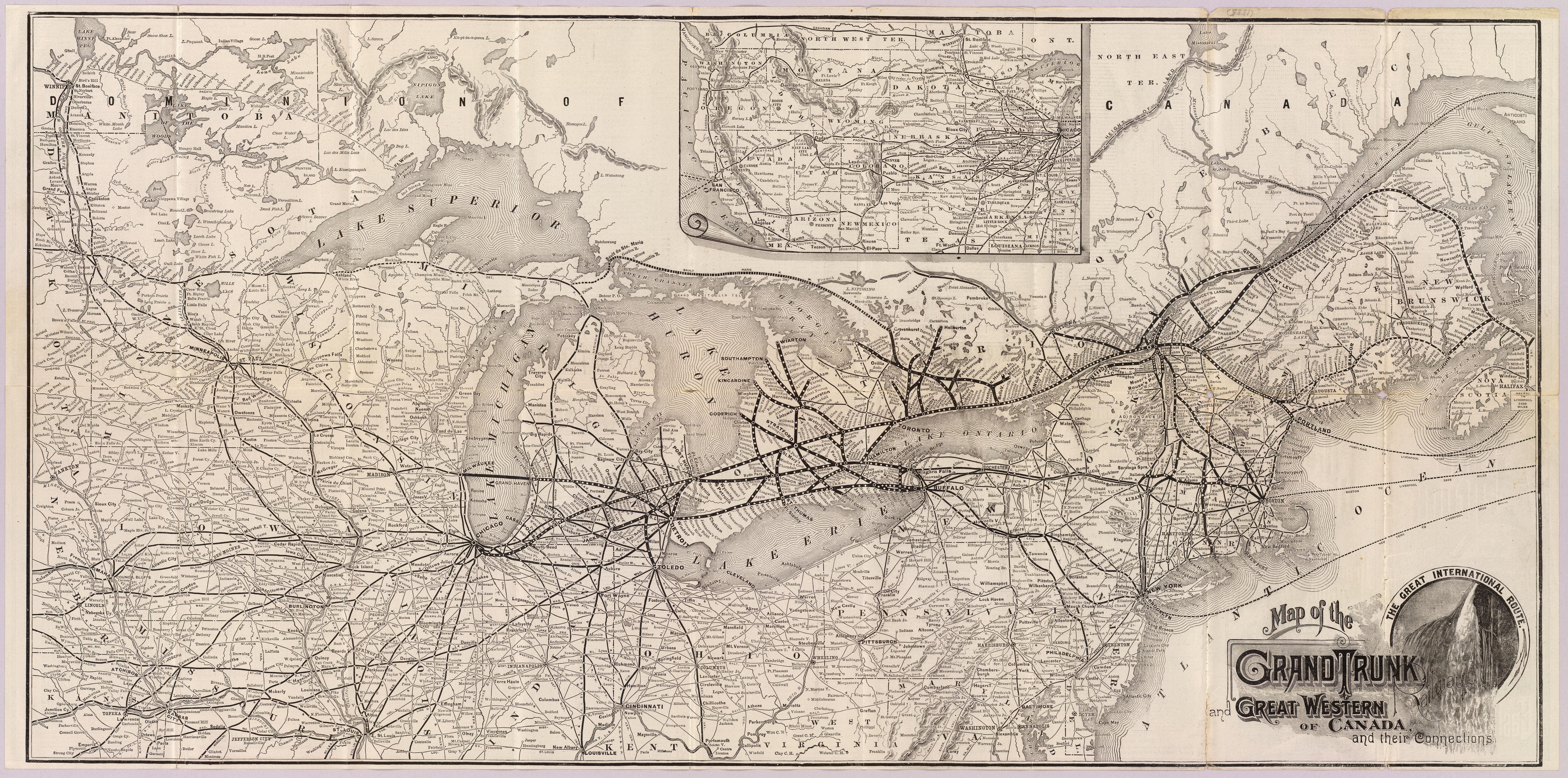
Carte du réseau du Grand Tronc en 1885.

En 1895, la Compagnie de chemin de fer du Grand Tronc du Canada (Grand Trunk Railway Company of Canada en anglais) est dans une situation précaire. Sur conseil de John Pierpont Morgan, les dirigeants londoniens de la firme décident de recruter Hays et d'en faire le directeur général. Ses nouvelles fonctions prennent effet le 1er janvier 1896 et il s'installe à Montréal avec sa famille. Hays se montre déterminé à redresser la compagnie et en restructure la direction en annonçant que les décisions ne seront plus prises par le conseil d'administration de Londres mais au siège social de Montréal. Il décide également d'une restructuration du réseau par l'ajout de doubles voies et de silos à céréales, mais aussi par l'achat de nouvelles locomotives. Il se démarque enfin des directeurs précédents en prenant ses conseils, non plus des administrateurs britanniques de la société, mais des hommes de terrain canadiens.
Le Canada connaît à l'époque une période de prospérité, propice à l'expansion de son réseau de chemin de fer. C'est pour Hays un problème, car la direction de la Grand Tronc a toujours refusé de s'étendre vers l'ouest à cause des coûts. Face à un nouveau refus de sa hiérarchie, il démissionne et rejoint la Southern Pacific Railroad en 1900. La compagnie étant absorbée par une autre dont il ne partage pas les idées, Hays la quitte en 1902 et reprend son poste au Grand Tronc. Entre-temps, le climat a changé puisque le Premier ministre Wilfrid Laurier propose de financer la compagnie qui construira une deuxième ligne transcontinentale. Il faut tout d'abord éliminer les rivaux potentiels pour le projet. Hays pense qu'il faut se montrer audacieux tandis que le conseil d'administration prône la sécurité. Ce dernier se rallie à ses côtés après un discours dans lequel Hays déclare « La question n'est pas de savoir ce qu'il adviendra si vous adoptez ce projet, mais ce qu'il adviendra si vous ne l'adoptez pas ! » Son rêve d'un réseau transcontinental prend ainsi forme. Il envisage également la construction d'une chaîne hôtelière accompagnant son réseau, dont le premier élément doit être le Château Laurier. En 1907, après avoir aidé par ses conseils le chemin de fer japonais, il reçoit l'Ordre du soleil levant. Par la suite, il doit refuser d'être nommé chevalier, ce qui l'aurait privé de la citoyenneté américaine.
En 1909, il devient président du Grand Tronc. Sa situation et celle de la compagnie empirent par la suite, et il doit notamment faire face à une révolte syndicale puis une grève. Sa gestion du conflit lui vaut d'être considéré par un membre du gouvernement comme « sans cœur, cruel et tyrannique, ».

### LeTitanic

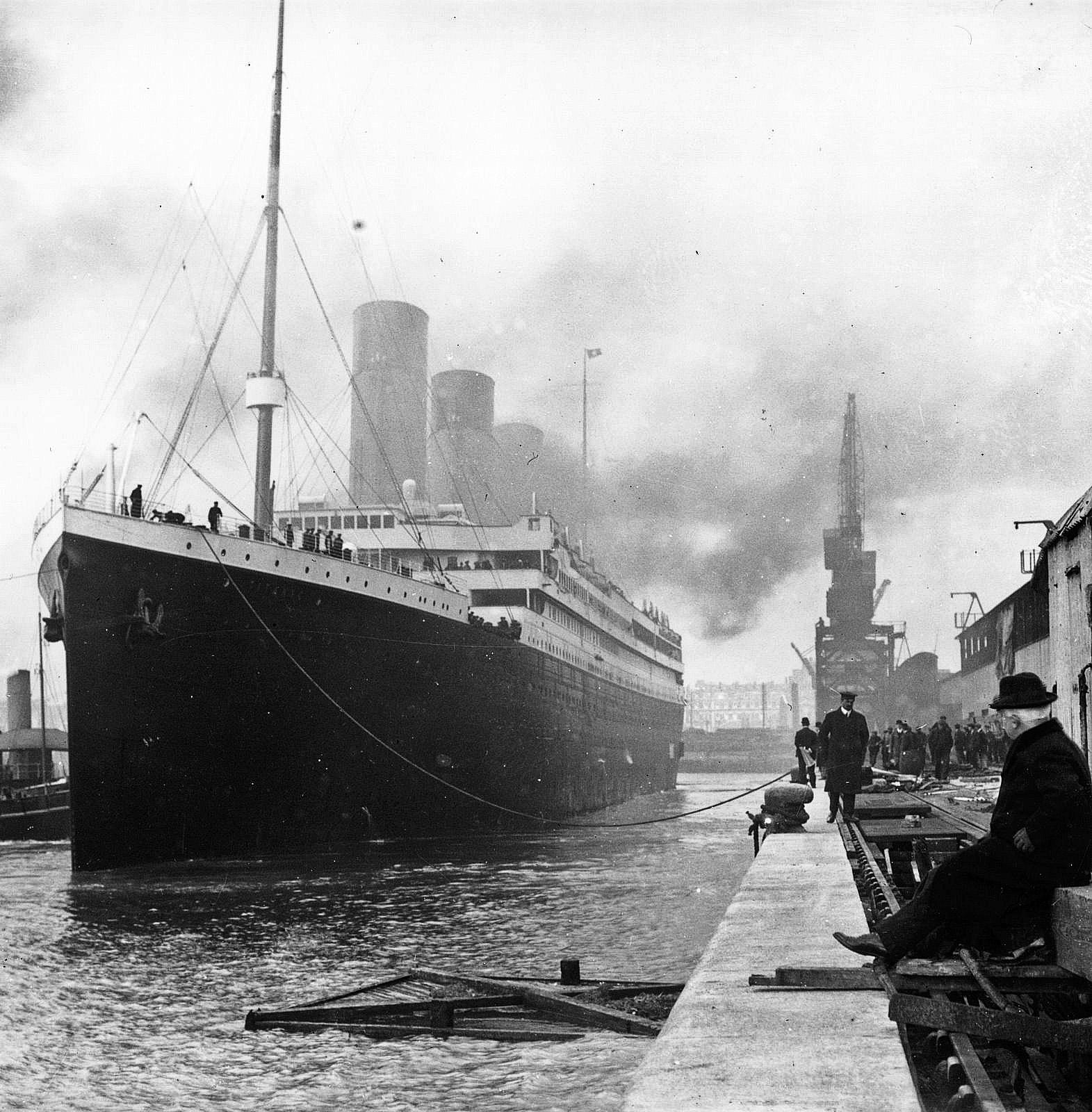
Charles Melville Hays est mort à bord du Titanic.

En 1912, Charles Melville Hays voyage en Angleterre pour rencontrer les dirigeants de la société et parler de ses projets, notamment la construction d'hôtels de luxe le long des lignes de la compagnie. Le premier de ceux-ci, le Château Laurier d'Ottawa, est déjà prêt et Hays doit en assurer l'inauguration le 25 avril. Durant son voyage, il rencontre Joseph Bruce Ismay, président de la White Star Line, qui lui propose de rentrer à bord du Titanic dont c'est la traversée inaugurale. Hays reporte donc son départ de plusieurs jours pour voyager sur le plus grand paquebot du monde. Il embarque à Southampton le mercredi 10 avril 1912 avec son épouse et leur femme de chambre, miss Perreault. L'une de ses filles et son mari les rejoignent à Cherbourg dans la soirée. Tous occupent des cabines contiguës sur le pont B.
Le 14 avril 1912, soir du naufrage, Charles Melville Hays a une discussion dans le fumoir de première classe avec Archibald Gracie, leur déclarant à propos de la course à la vitesse que se livrent les compagnies maritimes, que « d'ici peu, un désastre épouvantable viendra freiner cette tendance », allant à l'encontre du sentiment de confiance que tous expriment à l'égard du Titanic,.
Après la collision, il rencontre le major Peuchen qui s'inquiète de la glace tombée sur le pont. « Quoi que nous ayons heurté, il tiendra bien huit ou dix heures » lui répond Hays avec assurance. Ayant pris conscience de l'imminence du naufrage, il fait embarquer sa femme et sa fille à bord du canot no 3,. Lui et son gendre périssent dans le naufrage,. Sa fortune est alors évaluée à 1,5 million de livres.

## Hommages et sépulture

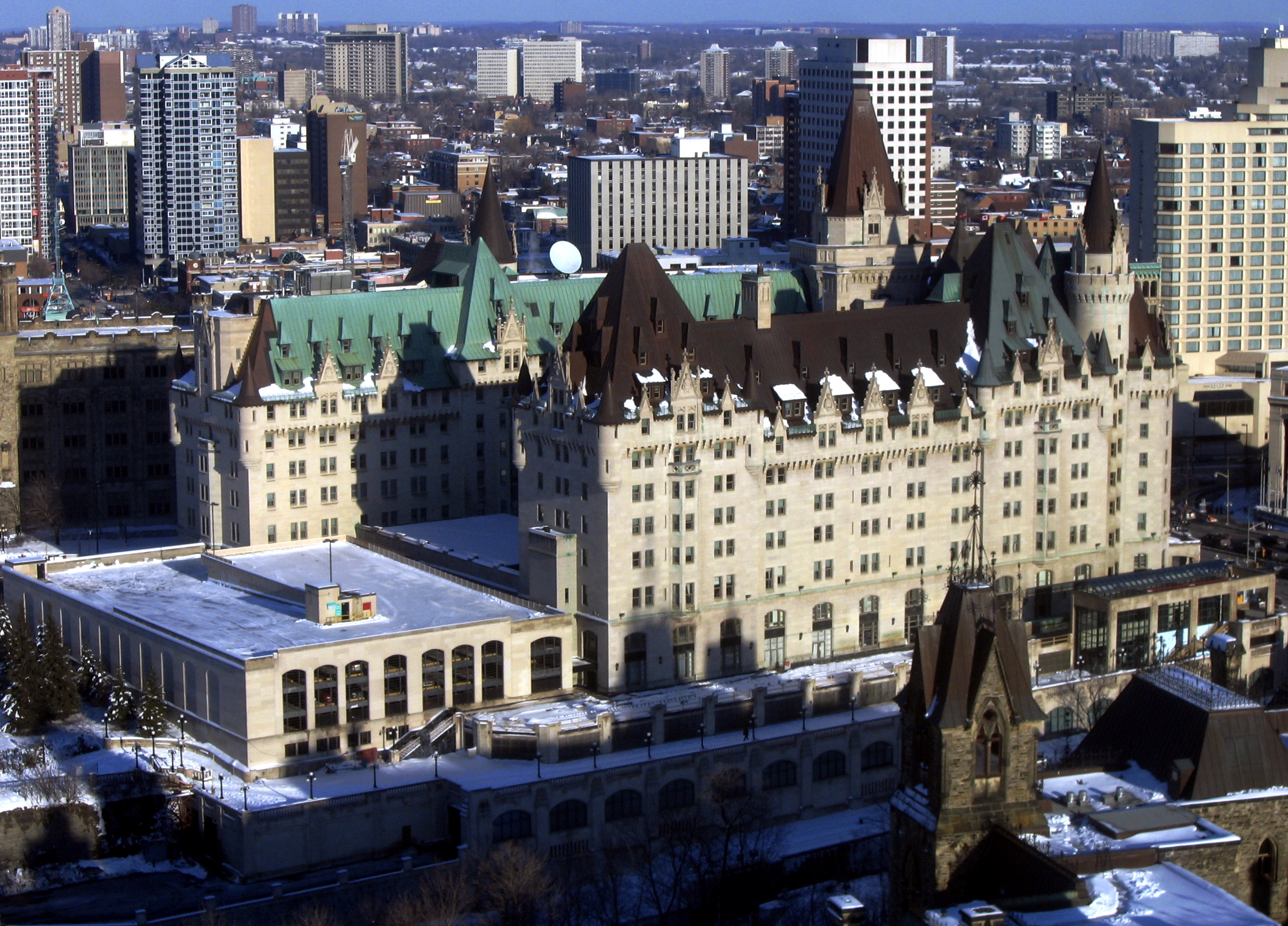
Hays devait inaugurer l'hôtel Château Laurier.

Après le naufrage du Titanic, la White Star Line affrète un navire, le Mackay-Bennett, pour récupérer les cadavres des victimes. Trois autres navires se joignent ensuite à lui pour les recherches. Le 26 avril 1912, son corps est repêché par l'un d'eux, le Minia. Selon un des marins, « il fut facile à identifier car il possédait de nombreux papiers sur lui, et sa montre était gravée à son nom ». La dépouille est ensuite rapatriée à Montréal à bord de son wagon personnel, wagon qui est aujourd'hui exposé au musée ferroviaire de Saint-Constant au Québec. Ses funérailles ont lieu le 8 mai 1912, célébrées à Montréal (il est inhumé au cimetière Mont-Royal) et à Londres. À 11 h 30, tous les employés du Grand Tronc cessent leur travail pour cinq minutes en hommage au disparu. Les villes de Melville et de Hays au Canada sont nommées en son honneur.
Charles Melville Hays est également entré dans la culture populaire, une légende voulant qu'il hante l'hôtel du Château Laurier depuis sa mort.